# Coronation March (German)
Coronation march and hymn is een compositie van Edward German.
German keerde voor deze kroningsmuziek terug naar zijn muziek voor het toneelstuk Henry VIII van William Shakespeare en Jon Fletcher, dat in 1894 op de planken werd gebracht door Henry Irving. Hij sloot er de hymne Veni Creator Spiritus bij. Het werk was bedoeld om de kroning tot koning en koningin George V van het Verenigd Koninkrijk en Mary te begeleiden. 
De kroningsmuziek werd tijdens de Delhi Durbar in 1911 hergebruikt voor de ceremonie, die de benoeming van George V tot keizer van India begeleidde. De muziek werd opnieuw gebruikt tijdens de kroning van Georges opvolger George VI van het Verenigd Koninkrijk in 1937, toen Queen Mary (Mary van Teck) haar intrede deed.
Van het werk bestaat ook een versie voor orgel.